# Děvín a Ostrý

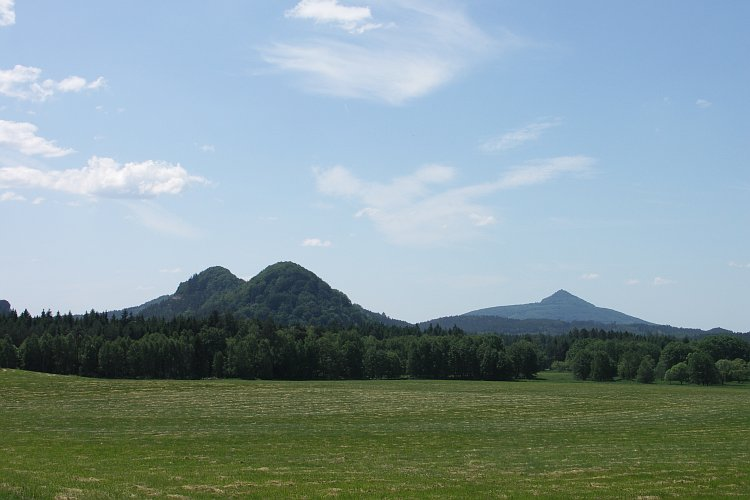
Děvín und Hamerský Špičák, im Hintergrund der Ralsko

Děvín a Ostrý ist ein Naturdenkmal (Přírodní památka) in Tschechien. Es umfasst auf einer Fläche von 33,72 ha die Berge Děvín (Dewin), Hamerský Špičák (Hammer Spitzberg) und Schachtstein (Schachtenstein) im Ralská pahorkatina in Nordböhmen. Begründet wurde es 1996.
Zuständige Naturschutzbehörde ist die Verwaltung des Landschaftsschutzgebietes (ChKO) Kokořínsko.